# Вулиця Свидницького (Львів)
Вулиця Свидницького — вулиця у Галицькому та Личаківському районах міста Львова, у місцевостях Пасіки та Снопків. Сполучає вулиці Зелену та Дунайську.

## Історія та назва
Вулиця прокладена між місцевостями Пасіки і Снопків у 1933 році та отримала назву — Бельовська. Сучасна назва — вулиця Пимоненка походить з 1946 року та названа на пошану українського письменника, громадського діяча та фольклориста Анатоля Свидицького.

## Забудова
На вулиці Свидницького переважає одно- та двоповерхова садибна забудова.